# Women's Friendship Cup
La Coppa dell'Amicizia femminile è stata la 1ª partita di calcio femminile organizzato dalla CONIFA il torneo si è disputato il 10 novembre 2018 a Kyrenia (Cipro del Nord) e ha visto la vittoria della Lapponia.

## Tabellino
| Arbitro: | Şakir Azizoğlu |

|  |           |                                                   |
|  | Marcatori | 27’ Dybek 57’ Kristensen 65’ Simonsen 90+1’ Blind |